# Joseph Maillard
Pour les articles homonymes, voir Maillard.
L'abbé Joseph Maillard (né à Houssay le 1er avril 1822, mort à Gennes-sur-Glaize le 23 janvier 1897), fils de François Maillard (né à Houssay le 29 septembre 1773, mort à Houssay le 8 avril 1863) et de Jeanne Vannier, est un prêtre catholique et préhistorien français.

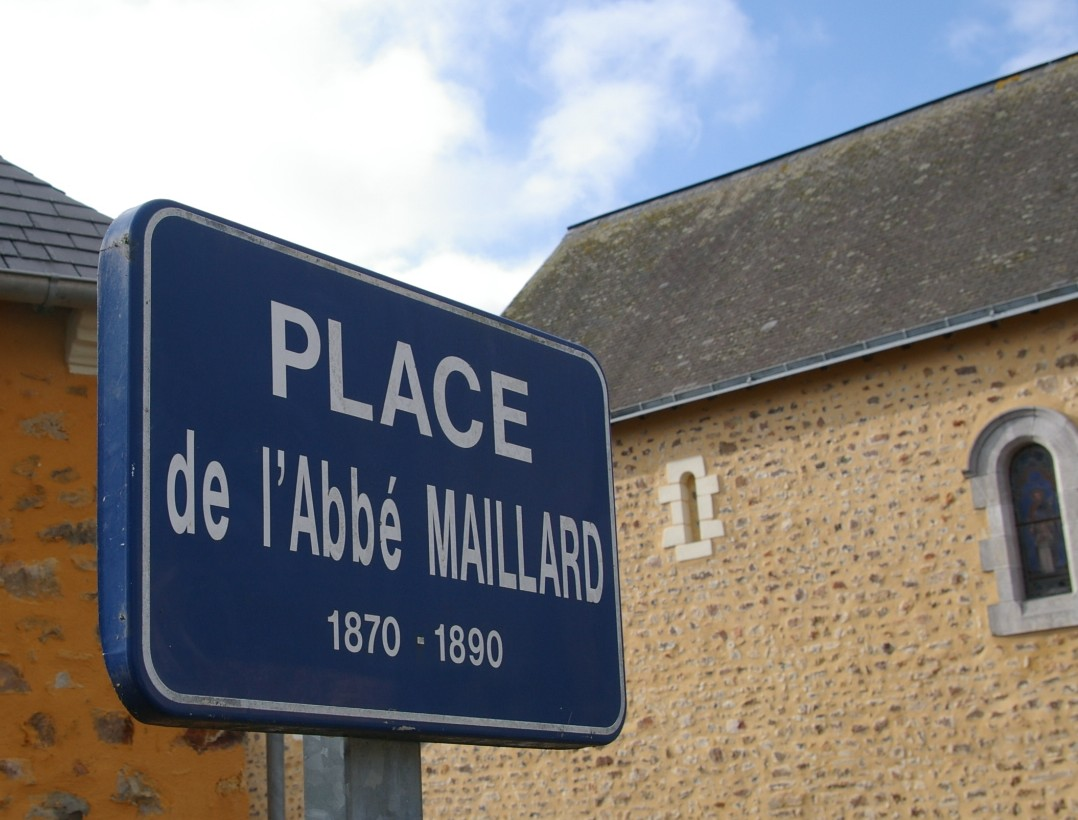
Place et église de Thorigné-en-Charnie. À droite, l'un des vitraux, dons de l'abbé Maillard.

## Biographie
Joseph Maillard était vicaire à Évron (Mayenne) quand il s'engagea comme aumônier-auxiliaire pendant la guerre de Crimée. À bord de l'Orénoque, il accompagnait les soldats blessés qu'on transportait à Constantinople. Rentré dans le ministère paroissial comme vicaire, il fut nommé curé de Laubrières en 1865, et de Thorigné-en-Charnie de 1870 à 1890.
Il profita de son affectation dans cette paroisse pour explorer quelques stations préhistoriques des bords de l'Erve (par exemple le cave à la Chèvre) et consigna le résultat de ses recherches dans un article publié par la Revue des Matériaux pour l'histoire primitive et naturelle de l'homme (1876), où il prétendait prouver qu'à Thorigné, le Solutréen n'était pas directement superposé au Moustérien.
Il publia en 1878 deux autres articles : La station préhistorique de Thorigné-en-Charnie, dans les Actualités scientifiques de l'abbé Moigno, et Les troglodytes de la vallée de l'Erve, dans les comptes-rendus du congrès archéologique de 1878. Il communiqua aussi au congrès de 1878 sur le château de Thorigné-en-Charnie.
Les collections d'objets préhistoriques qu'il avait recueillis ont enrichi le musée de l'Institut catholique d'Angers et le musée municipal de Laval.
Il fit don à l'église de Thorigné-en-Charnie de quatre vitraux représentant Jésus, Marie, Pierre et Joseph.
Transféré à la cure de Gennes-sur-Glaize en 1890, Joseph Maillard est mort le 23 janvier 1897.

## Publications
- 1875 : « L’âge de la pierre à Thorigné-en-Charnie (Mayenne) », L’Univers ou L’Indépendant de l’Ouest, 13 juin 1875, in Jules Le Fizelier, sdb, feuillet 33 verso
- 1876 : « Sur une station préhistorique de Thorigné-en-Charnie (Mayenne) », Bulletin de la Société d’anthropologie de Paris, séance du 17 février 1876, p. 5-16
- 1876 : « Réponse à Gabriel de Mortillet. Le Solutréen n’est point directement superposé au Moustérien à Thorigné-en-Charnie », Matériaux pour l’Histoire primitive et naturelle de l’Homme, p. 284-289
- 1878 : « La station préhistorique de Thorigné-en-Charnie en rapport avec les découvertes les plus importantes, les appréciations des savants et la classification des âges de la pierre. Deuxième réponse à M. G. de Mortillet », Actualités scientifiques publiées par M. l’Abbé Moigno, deuxième série, p. 2-48
- 1879 : « Les troglodytes de la vallée de l’Erve ou station préhistorique de Thorigné-en-Charnie (Mayenne) », Comptes-rendus de la Société française d’Archéologie, mai 1878, XLVe session, p. 69-88